# Matthias Staudacher
Matthias Staudacher (* 1963) ist ein deutscher theoretischer Physiker, der auf dem Gebiet der Quantenfeldtheorie bedeutende Arbeit geleistet hat.

## Bildung
Nach einem Physikstudium  an der Universität Heidelberg und an der Ludwig-Maximilians-Universität München promovierte Staudacher bei John Kogut an der University of Illinois at Urbana-Champaign (1990) mit einer Dissertation über Matrixmodelle der zweidimensionalen Quantengravitation. Nach seiner Postdoktorarbeit an der Rutgers University in New Jersey, Paris und am CERN in Genf war er ab 1997 Forscher am Max-Planck-Institut für Gravitationsphysik (Albert-Einstein-Institut) in Potsdam. 2009 erhielt er den Oscar der Berlin-Brandenburgischen Akademie der Wissenschaften und wurde 2010 Professor für mathematische Physik an der Humboldt-Universität zu Berlin. Einige seiner Veröffentlichungen haben maßgeblich zum Verständnis des sogenannten AdS/CFT (anti-de Sitter/conformal field theory correspondence) beigetragen, eine Dualität zwischen der Quantentheorie vom Yang-Mills-Typ und der supersymmetrischen Stringtheorie, die Juan Martín Maldacena erstmals in den 1990er Jahren vorgeschlagen hatte. Staudacher schlägt vor, dass die integrierbaren Spin-Ketten der Physik der kondensierten Materie die Verbindung zwischen den beiden Ansätzen bilden könnten.

## Auszeichnungen
- 2009: Akademiepreis der Berlin-Brandenburgischen Akademie der Wissenschaften[1]